# John Colianni

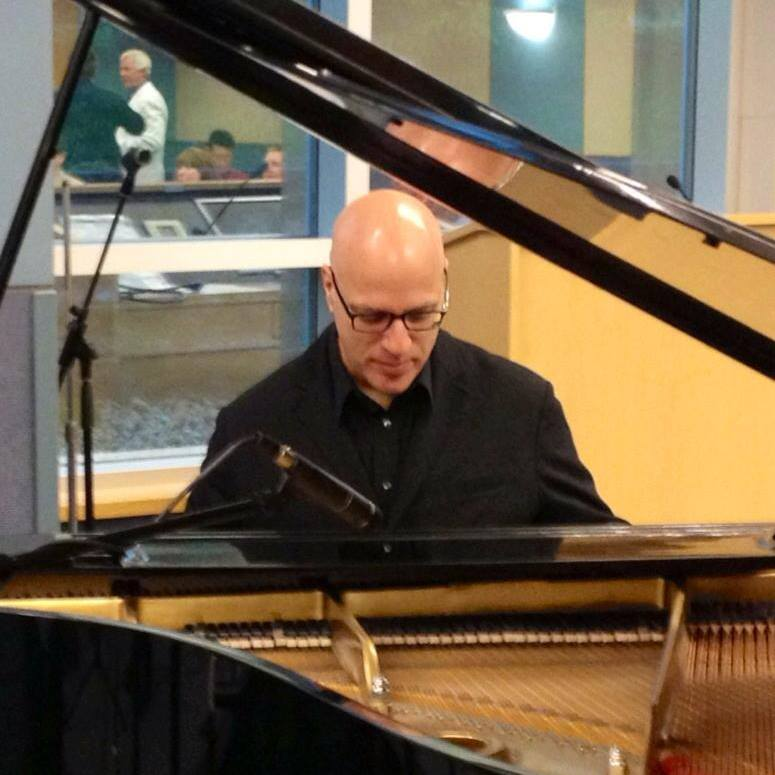
John Colianni (2015)

John Kelly Colianni (* 7. Januar 1962 oder 1966 in Paterson, New Jersey; † 28. November 2023 in Langhorne, Pennsylvania) war ein US-amerikanischer Musiker (Piano, Komposition, Arrangement) des Mainstream Jazz.

## Leben und Wirken
Colianni wuchs in Silver Spring, Maryland, auf. Noch in der Grundschulzeit erlebte er mit seinen Eltern das Duke Ellington Orchestra in der Georgetown University, was ihn begeisterte und ihn inspirierte, sich ernsthaft der Musik zu widmen. Er hatte Unterricht beim Pianisten Les Karr, der selbst bei Teddy Wilson an der New Yorker Juilliard School studiert hatte. Dieser legte Wert auf die Technik und schulte die Fähigkeit zum schnellen Klavierspielen mit hoher Geschwindigkeit systematisch.
Während der High-School-Zeit wurde Colliani in der Jazzszene von Washington D.C. und Maryland aktiv und spielte in Jamsessions an bekannten Veranstaltungsorten, darunter Blues Alley und Mr. Y's Gold Room, wo er unter der Mentorenschaft des im Club ansässigen Pianisten John Malachi jammte. Während dieser Zeit spielte er bei dem Bassisten Keter Betts, der den damals 16-jährigen Colliani für die Revue „Jazz Stars of the Future“ rekrutierte, um in der Region aufzutreten. Ab der 10. Klasse spielte er regelmäßig mit dem University of Maryland Jazz Ensemble. Mit 19 Jahren begegnete er Lionel Hampton, der ihn in seine Tourneeband holte; während seiner drei Jahre mit der Band wirkte er bei drei Alben mit.
Colianni erhielt schließlich 1986 Gelegenheit, ein erstes Album für Concord Records aufzunehmen, um im folgenden Jahr den ersten Preis beim ersten Thelonious-Monk-Wettbewerb zu gewinnen. Er legte mehrere Alben unter eigenem Namen vor und trat auch als Solist in der Maybeck Recital Hall auf. Anfang der 1990er-Jahre arbeitete er mehr als vier Jahre lang als Pianist von Mel Tormé. Auf Empfehlung seines Gitarrenkollegen Bucky Pizzarelli wurde er 2002 Mitglied in der Band von Les Paul, die einen wöchentlichen Clubauftritt in New York City hatte, den er bis zum Tod des Gitarristen im August 2009 ausübte. Des Weiteren war er Mitglied des Trios des Gitarristen Larry Coryell, zu hören auf dessen Album Montgomery aus dem Jahr 2011, und war Leiter der Hausband in der MSNBC-Fernsehsendung „After Hours with Dan Abrams“ für die letzte Staffel der Show.
Neben diesen Aktivitäten gab Colliani auch zwei Konzerte im New Yorker Metropolitan Museum of Art und nahm mit dem Rock-/Pop-Sänger Steve Miller auf, ferner spielte er zahlreiche andere Auftritte mit einer Reihe von Pop-/Rock-/Jazz-Künstlern. Im Bereich des Jazz war er laut Tom Lord zwischen 1982 und 2019 an 39 Aufnahmesessions beteiligt, u. a. auch mit Anita O’Day und Harry Allen. 2013 legte er das Lehrbuch The John Colianni Piano Method. Volume One: Maximizing Keyboard Technique with the Matthay Exercises vor.
Laut AllMusic war Colianni ein solider Mainstream-Spieler, der sich durch hervorragende rhythmische Fähigkeiten auszeichnete. Musikalisch ließ er sich von der Swing- und Big-Band-Ära sowie den Anfängen des Bop inspirieren.

## Diskographische Hinweise
- John Colianni (Concord, 1987), mit Joe Wilder, Emily Remler, Bob Field, Connie Kay
- The John Colianni Trio with Special Guest Lew Tabackin: Blues-o-matic (Concord, 1988)
- At Maybeck: Recital Hall Series Volume 37 (1995) solo
- JC & Company (1997), u. a. mit Karl Schloz
- Swings (1999), u. a. mit Joe Ascione
- Prime Cuts (2000)
- Johnny Chops  (2007)
- After Hours (2015), mit Justin Lees, Matt Chertkoff, Young Robert Wagner, Bernard Linnette
- I Never Knew (2017)
- Ahead of the Crowd (2019), mit Boots Maleson, Bernard Linnette[3]